# Georg von Günther
Georg Richard von Günther (ur. 21 czerwca 1858 w Berlinie, zm. 30 maja 1942 w Dreźnie) – prezydent Regencji w Bydgoszczy w latach 1903–1917.

## Życiorys
Urodził się 21 czerwca 1858 r. w Berlinie. Był synem Wiliama Barstowa von Günthera, nadprezydenta Prowincji Poznańskiej (1873–1886) i Klary z domu Jebens. Po zakończeniu studiów prawniczych przez rok służył ochotniczo w 2. regimencie huzarów im. królowej Wiktorii. Potem odbył praktykę sądowniczą. W 1879 r. jako referendariusz został zatrudniony w Sądzie Obwodowym w Poznaniu, a od 1882 r. w tamtejszym urzędzie regencyjnym.
W 1885 r. po uzyskaniu tytułu asesora rozpoczął pracę w Regencji w Kwidzynie, po czym 4 lipca 1885 r. mianowano go komisarycznym landratem we Wschowie, oficjalnie zatwierdzonym w 1887 r. Jego dotychczasowa działalność administracyjna zyskała uznanie nadprezydenta Prowincji Poznańskiej Hugona von Wilamowitz-Möllendorfia, który w 1891 r. zwrócił się do ministra spraw wewnętrznych o zezwolenie na zatrudnienie go w charakterze radcy regencyjnego w Nadprezydium Prowincji Poznańskiej. Przeniesienie to nie doszło jednak do skutku, ponieważ już w 1892 r. został zatrudniony w Wydziale Spraw Budżetowych i Kasowych Ministerstwa Finansów w Berlinie. Był także członkiem komisji statystycznej działającej w tym resorcie. Opuścił ministerstwo 10 lat później w stopniu tajnego, wyższego radcy finansowego. W 1903 r. został mianowany prezydentem Regencji w Bydgoszczy. Opuścił stanowisko na własną prośbę w 1917 r.
Zmarł 30 maja 1942 w Dreźnie. Był żonaty z Lucią z domu von Delhaes. Miał troje dzieci: dwie córki (Hertha, Margaret) i syna Gerda. Imieniem Günthera nazwano jedną z ulic Bydgoszczy, przemianowaną po 1920 r. na ul. Kilińskiego.

## Prezydent Regencji w Bydgoszczy
Urząd prezydenta Regencji w Bydgoszczy objął 1 kwietnia 1903 r. i kierował nim ponad 14 lat. Z przekonań politycznych był skrajnym konserwatystą przeciwnym jakimkolwiek dążeniom niepodległościowym Polaków. Wspierał działalność Komisji Kolonizacyjnej. Jego działalność wywoływała fale oburzenia polskiej części społeczeństwa bydgoskiego okręgu regencyjnego.
Jednocześnie był zwolennikiem rozwoju gospodarczego miasta i regionu. Przewodniczył honorowemu komitetowi wystawy rzemieślniczej, która odbyła się w 1904 r. w Bydgoszczy. Wspierał również rozwój komunikacji lotniczej, subsydiując bydgoską filię cesarskiego aeroklubu. Patronował działalności Niemieckiego Towarzystwa Sztuki i Wiedzy, uczestnicząc w pracach jego wydziału historycznego.
W okresie I wojny światowej pozostawał w opozycji wobec rządu niemieckiego ze względu na jego ustępstwa na rzecz Polaków. Zajmował się wówczas organizacją pomocy w zakresie zaopatrzenia i aprowizacji, zwłaszcza w szkołach. Rozbieżności natury politycznej zadecydowały, że wiosną 1917 r. złożył prośbę o zwolnienie go z zajmowanego stanowiska i został z niego zwolniony z dniem 1 kwietnia tego roku.